# 芹苴博物馆

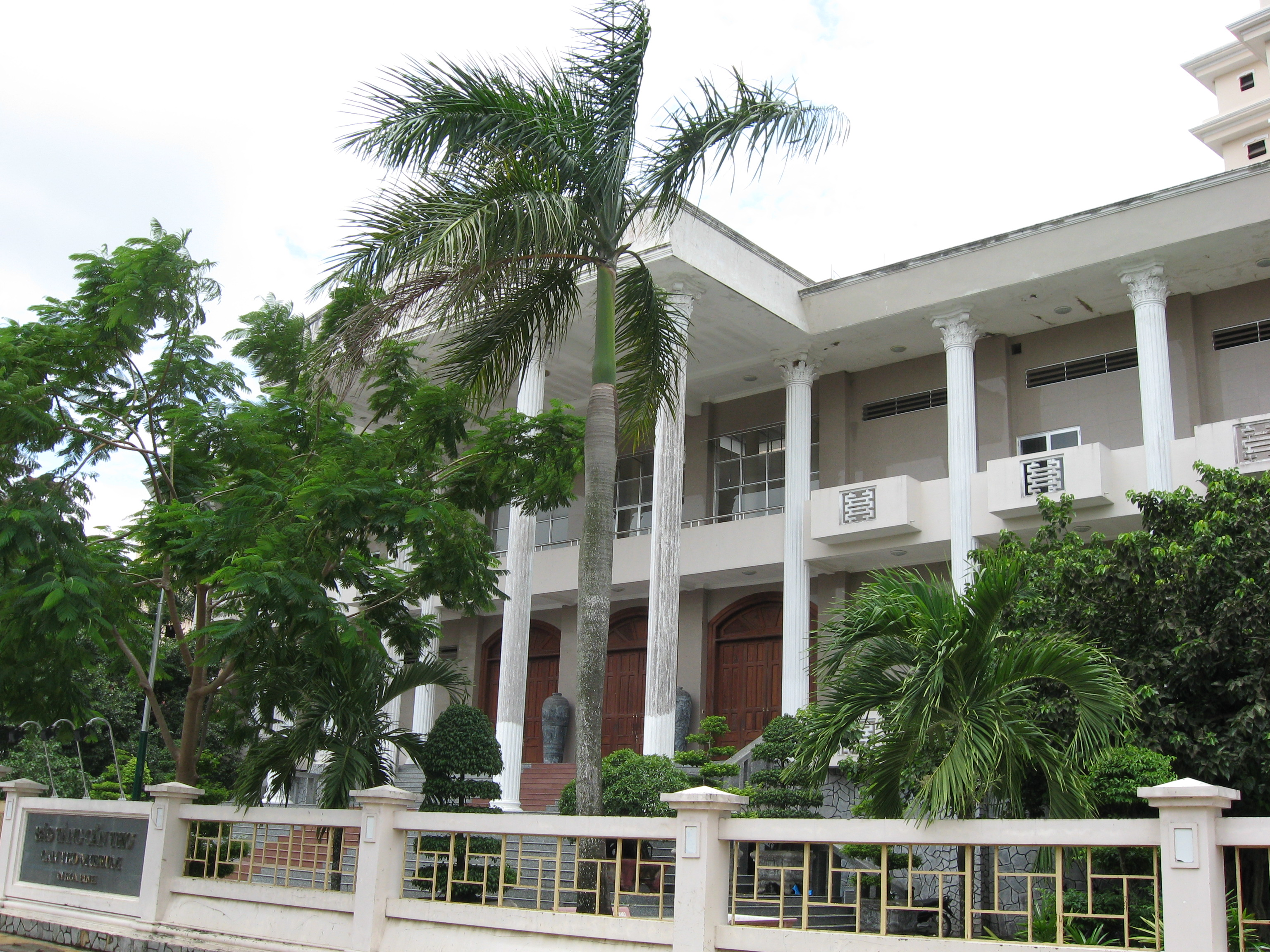
芹苴博物馆

芹苴博物馆是指一座位于越南芹苴市的博物馆，是目前湄公河三角洲区域内规模最大的博物馆。

## 概况
芹苴博物馆位于越南芹苴市和平大街和陈国权大街的拐角处。该博物馆成立于1976年，占地面积约为3000平方米。博物馆内现今藏有5000多件文物。博物馆介绍高棉人早期定居于越南，以及中国明朝难民等較晚进入越南的人们的對當地發展的贡献。館內並有湄公河三角洲一帶船隻的仿真模型。
芹苴博物馆是目前湄公河三角洲区域内规模最大的博物馆。这座博物馆的展品主要介绍了反抗外国统治的历史以及该地区的历史和文化。博物馆展出的最吸引人的物品之一是一件真人大小的宝塔。

## 延伸阅读
- . Rowman & Littlefield, Oxford. 2004: 35–42 （英语）.